# 204e brigade d'aviation tactique
La 204e brigade d'aviation tactique  est une unité de la Force aérienne ukrainienne.

## Équipement

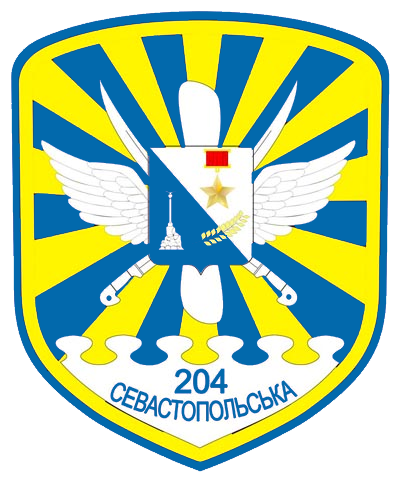
Ancien insigne d'épaule.

- MiG-29, MiG-29UB, MiG-29M1.
- L39M1[3].

## Historique
Il reprend le 62e régiment d'aviation qui stationnait à l'aéroport de Ieïsk, partait ensuite à la base Saki pour participer à la Grande guerre patriotique. En 1990 le régiment était doté d' avions Su-27.
En 1992 elle prêtait le serment de loyauté au peuple ukrainien. Le 27 décembre 2007 il devenait la 204e brigade. Lors de l'invasion de la Crimée en 2014, le colonel Mamtchour était avec le 204e sur l'aéroport de Sébastopol, le 22 mars 2014 l'aéroport, l'unité et son colonel furent capturés.

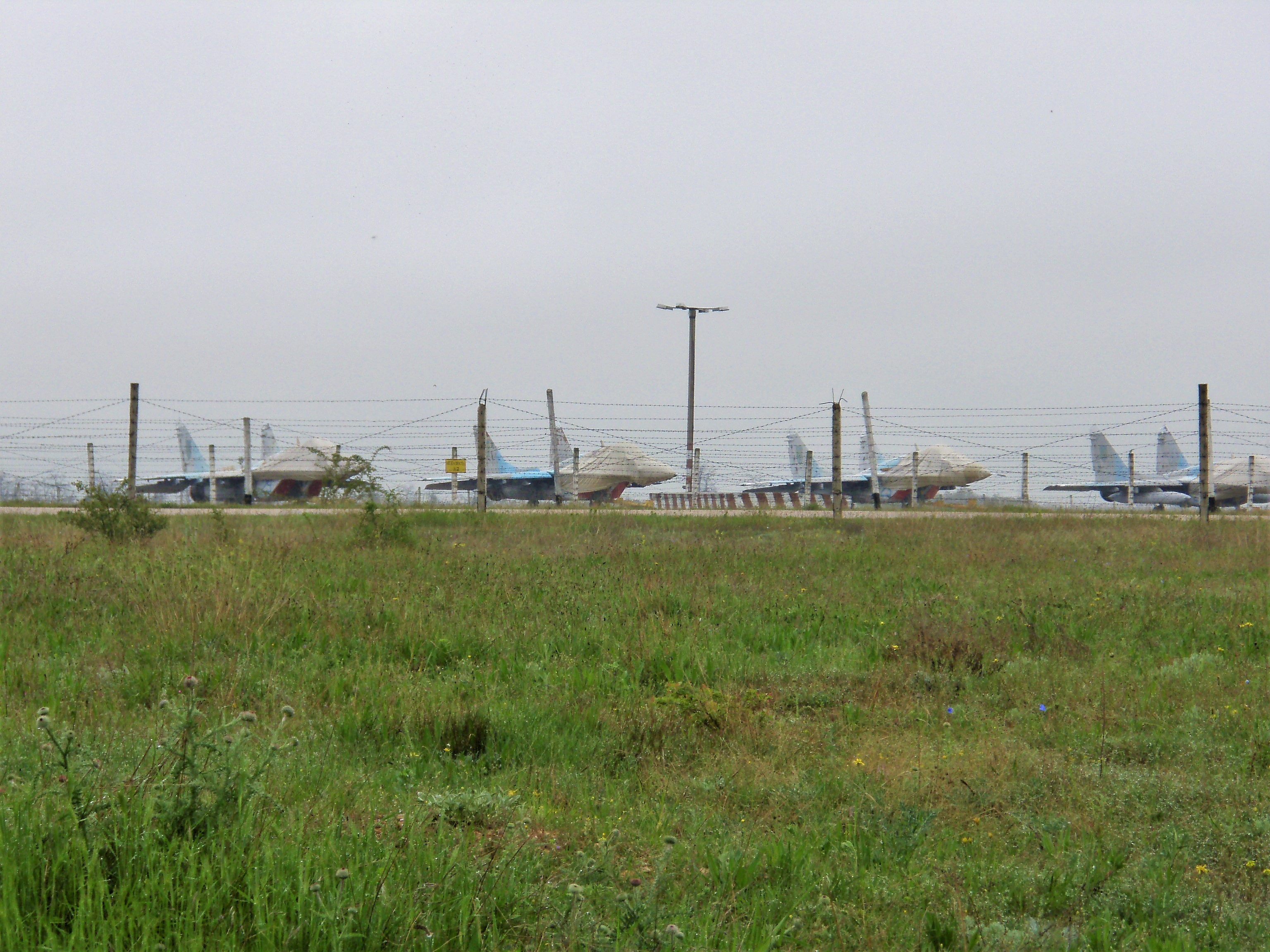
Mig-29 en 2011 sur l'Aéroport international de Sébastopol.

L'unité est engagée lors de l'invasion de l'Ukraine par la Russie en 2022

## Personnalités
- Vadym Vorochylov, pilote et Héros de l'Ukraine.
- Oleksii Mes (uk) pilote de F-16 Décédé le 26 août 2024[7].

### Commandants
- 2004 à 2009 : colonel Vassyl Ivanovitch Tchernenko
- 2011 à 2013 : Oleski Martchenko
- 2013 à 2014 : colonel Iouliy Mamtchour Valeryovytch[8]
- 2015 à 2019 : colonel Ihor Kisseliov Leonidovytch[9]
- 2019 à 2022 : colonel Viktor Meretin Petrovytch